# هيلين ليروس
هيلين ليروس (3 أغسطس 1940 - 14 يوليو 2021) فنانة تشكيلية زيمبابوية الأصل. ولدت في جويرو ، زيمبابوي لأم و أب يونانيين. درست في مدرسة الفنون الجميلة ومركز (Contemporaine de la Gravure) المعروف الآن باسم (Centre d'édition contemporaine [الفرنسية]) في جنيف ، سويسرا. كما أمضت وقتاً في Istituto statale d'arte di Firenze [istituto statale d'arte di firenze] في فلورنسا، إيطاليا. بعد تجولها و قضائها فترة في أوروبا، عادت ليروس إلى زيمبابوي (روديسيا لآحقا) في عام 1964 وبدأت بشغل منصب مدرس في مدرسة Chaplin High School ، حيث كانت تدرس فيها. انتقلت إلى هراري (ثم سالزبوري) في عام 1967، حيث عاشت حتى وفاتها في 14 يوليو 2021.

## حياة مهنية
ليروس هي أحد أكثر الفنانين شهرة في زيمبابوي ولها مسيرة مهنية امتدت عبر ستة عقود.  أنشأت معرض دلتا في هراري مع زوجها ديريك هوغينز في عام 1975. شاركت المساحة المستقلة التي أنشأتها في رعاية وتنظيم وتقديم والترويج لما يقرب من خمسمائة معرض. إلى جانب استثمارها في ممارسة مهنتها الخاصة ، كرست ليروس وزوجها معظم حياتهما المهنية في تدريس و إرشاد أجيال من الرسامين في زيمبابوي. منهم بيري بيكل، وجريج شو، ولوفمور كامبودزي، وكوزماس شيريدزينونوا ، وجينا مكسيم ، وميشيك ماسامفو، أدمير كامودزينجيريري، وريتشارد موداريكي، وغيرهم الكثير. في أوائل عام 2021، تم تكريم ليروس من قبل المجلس الوطني للفنون في زيمبابوي.

## المعارض (منفردا)
- 1966 معرض نايكس بولاوايو.
- 1968 معارض بولورث ، هراري.
- 1970 معرض بربور ، هراري.
- 1970 معرض ستوا تكسنيس ، أثينا.
- 1972/75 تارا للفنون والفنون السبع ، هراري.
- 1973 معارض ديوجين الدولية ، أثينا.
- 1979 معرض بجاليرى دلتا بهرارى.
- 1983 أعمال مختارة ، معرض PG ، المعرض الوطني بزيمبابوي ، هراري.
- 1985 Galerie Chausse Coqs ، جنيف.
- 1991 معرض استعادي رئيسي ، صالة زيمبابوي الوطنية ، هراري.
- 1995 يوميات غاليري الميراث دلتا ، هراري.
- 1995 نقيض ، غاليري مايفير ، لندن.
- 1998 الشعارات - دلتا معرض الكلمات ، هراري.
- 2004 معرض استعادي - مجموعة مختارة من اللوحات والرسومات على مدى ثلاثة عقود 1974-2004 ، جاليري دلتا ، هراري.
- 2004 معرض بلدية الشتات في كاليثيا (Δημοτική Πινακοθήκη Καλλιθέας) ، اليونان.
- 2005 معرض ايونز الوطني في زيمبابوي.
- 2007 معرض البلدية النقيض في كاليثيا ، اليونان.